# Llista de gèneres de pisàurids
Aquesta és la llista de gèneres de pisàurids, una família d'aranyes araneomorfes. Conté la informació recollida fins al 2 de novembre de 2006 i hi ha citats 52 gèneres i 328 espècies; el gènere més nombrós és Dolomedes amb 99 espècies. Es poden trobar per tot el món, excepte a la zona desèrtica del Sàhara i Aràbia, a la punta meridional d'Amèrica del Sud i a la franja més septentrional del planeta.
La següent classificació està basada en la categorització en subfamílies recollides per Joel Hallan en el seu Biology Catalog.

## Subfamílies i gèneres

### Pisaurinae
Simon, 1890
- Afropisaura Blandin, 1976
- Architis Simon, 1898
- Caripetella Strand, 1928
- Charminus Thorell, 1899
- Chiasmopes Pavesi, 1883
- Cispius Simon, 1898
- Cladycnis Simon, 1898
- Dendrolycosa Doleschall, 1859
- Euprosthenops Pocock, 1897
- Euprosthenopsis Blandin, 1974
- Eurychoera Thorell, 1897
- Maypacius Simon, 1898
- Paracladycnis Blandin, 1979
- Perenethis L. Koch, 1878
- Phalaeops Roewer, 1955
- Pisaura Simon, 1885
- Pisaurina Simon, 1898
- Polyboea Thorell, 1895
- Ransonia Blandin, 1979
- Rothus Simon, 1898
- Staberius Simon, 1898
- Stoliczka O. P.-Cambridge, 1885
- Tetragonophthalma Karsch, 1878
- Thalassiopsis Roewer, 1955
- Voraptipus Roewer, 1955
- Vuattouxia Blandin, 1979
- Walrencea Blandin, 1979

### Thalassiinae
- Archipirata Simon, 1898
- Dolomedes Latreille, 1804
- Eucamptopus Pocock, 1900
- Hesydrimorpha Strand, 1911
- Ilipula Simon, 1903
- Megadolomedes Davies & Raven, 1980
- Nukuhiva Berland, 1935
- Papakula Strand, 1911
- Thalassius Simon, 1885
- Thaumasia Perty, 1833
- Tinus F. O. P.-Cambridge, 1901

### Incertae sedis
- Bradystichus Simon, 1884
- Campostichommides Strand, 1911
- Cispinilus Roewer, 1955
- Conakrya Schmidt, 1956
- Dianpisaura Zhang, Zhu & Song, 2004
- Eopisaurella Petrunkevitch, 1958 † (fòssil)
- Esuritor Petrunkevitch, 1942 † (fòssil)
- Hygropoda Thorell, 1894
- Hypsithylla Simon, 1903
- Inola Davies, 1982
- Nilus O. P.-Cambridge, 1876
- Qianlingula Zhang, Zhu & Song, 2004
- Tallonia Simon, 1889
- Tapinothele Simon, 1898
- Tapinothelella Strand, 1909
- Tapinothelops Roewer, 1955